# Черноморское побережье Румынии
Черноморское побережье Румынии — западная часть Причерноморья на протяжении от дельты Дуная на границе с Украиной на севере до границы с Черноморским побережьем Болгарии на юге (Добруджа). Протяжённость береговой линии составляет 256 км.

## География
Черноморское побережье Румынии делится на два участка — северный, с рельефом, характерным для дельт и лагун (между Мусурой и мысом Мидия), и южный, с высоким обрывистым берегом, заливами и мысами (от мыса Мидия до границы с Болгарией).
На румынском побережье климат сухой, степной, с влиянием морского, похожий на крымский. Туристический сезон длится со второй половины мая до октября.

## Курорты

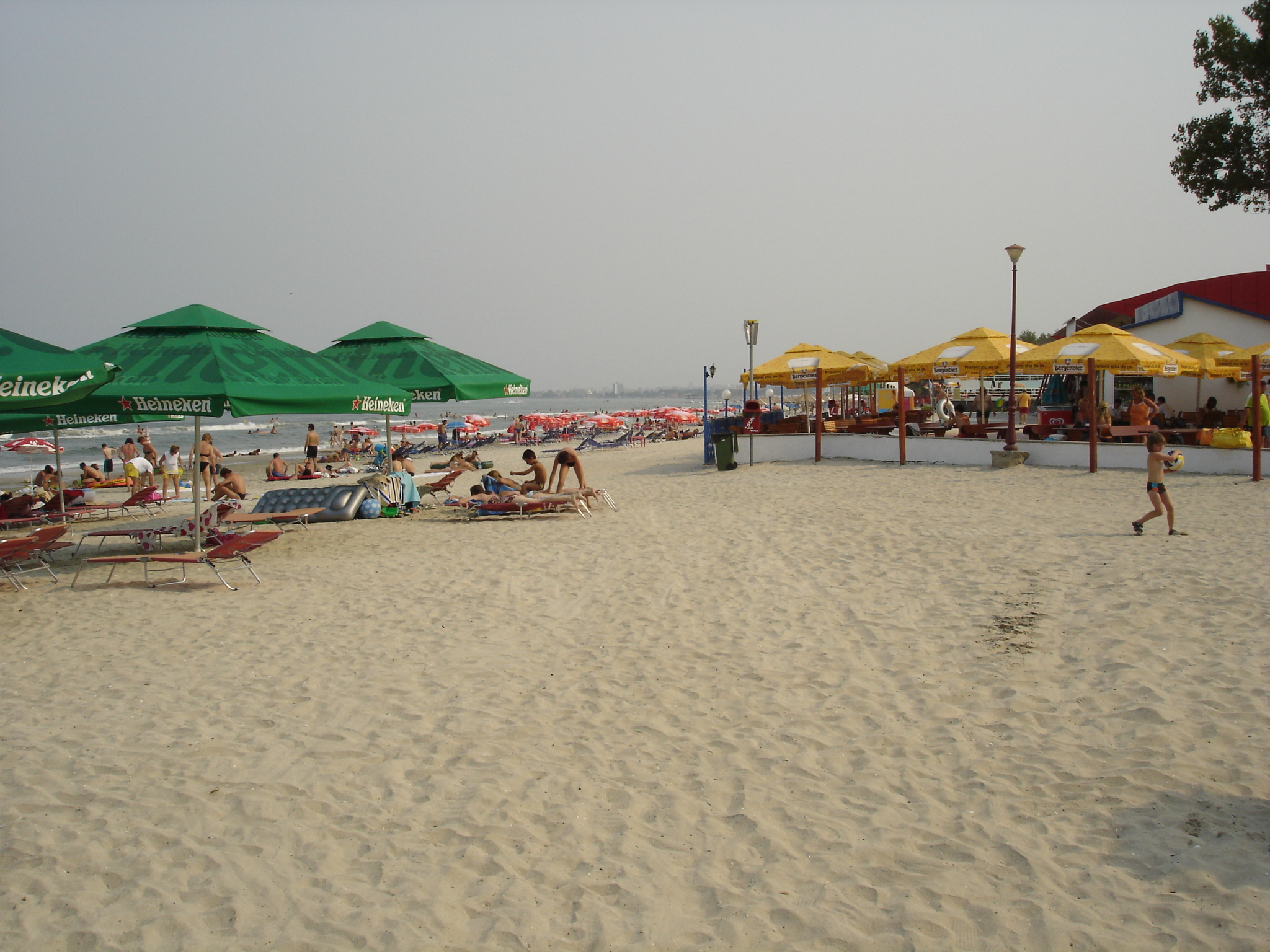
Мамая

Крупнейшим курортом побережья является Мамая, расположенная к северу от города Констанца на узкой полосе суши, отделяющей Чёрное море от озера Сютгел. Мамая — популярное место летнего отдыха для жителей Румынии и приезжих из других стран. Этому способствовали в том числе масштабные вложения в развитие туристической инфраструктуры.
Ряд курортов на Черноморском побережье Румынии названы по мотивам персонажей древнеримской и древнегреческой мифологии — Нептун, Венера, Юпитер, Сатурн, Олимп. Другие курорты — Кап Аврора, Эфорие Суд, Эфорие-Норд. Традиционное место отдыха румынских студентов — Костинешть, в то время как рыбацкая деревня Вама-Веке, расположенная на границе с Болгарией, известна своей атмосферой хиппи.

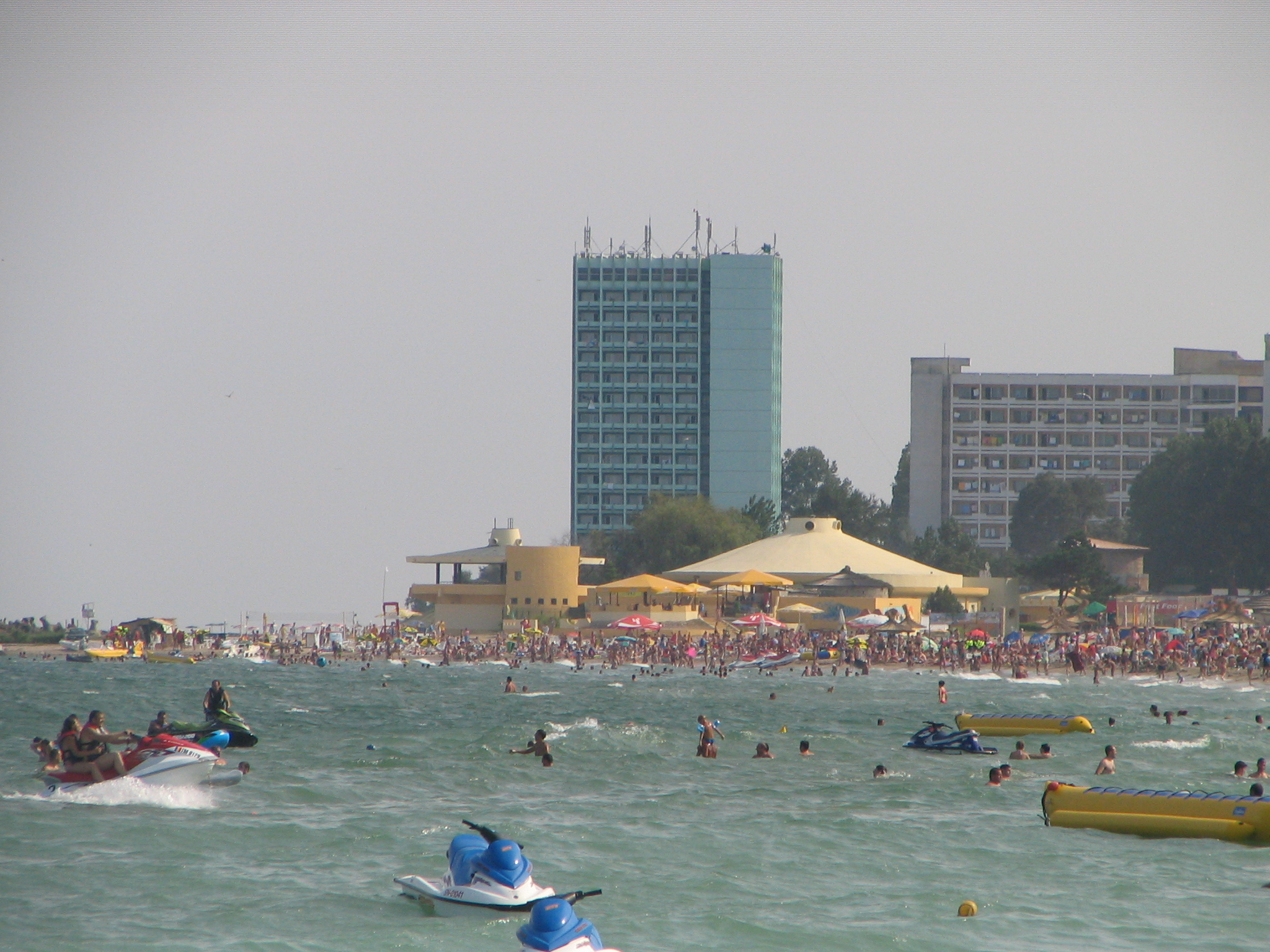
Курорт Нептун

## Города
Главные города на Черноморском побережье Румынии:
1. Констанца (крупнейший порт Румынии),
2. Мангалия,
3. Нэводари,
4. Сулина.

## Транспорт
Черноморское побережье Румынии обслуживается международным аэропортом города Констанца. В летний период осуществляются чартерные авиарейсы в ряд крупных городов Европы.